# Røkland
Røkland este o localitate din comuna Saltdal, provincia Nordland, Norvegia, cu o suprafață de  km² și o populație de  locuitori (2013).